# Hemibidessus
Hemibidessus là một chi bọ cánh cứng trong họ Dytiscidae.
Chi này được Zimmermann miêu tả khoa học năm 1921.

## Các loài
Các loài trong chi này gồm:
- Hemibidessus bifasciatus (Zimmermann, 1921)
- Hemibidessus celinoides (Zimmermann, 1921)
- Hemibidessus conicus (Zimmermann, 1921)
- Hemibidessus plaumanni Gschwendtner, 1935
- Hemibidessus spangleri K.B.Miller, 2002
- Hemibidessus spiroductus K.B.Miller, 2002